# Mayeux

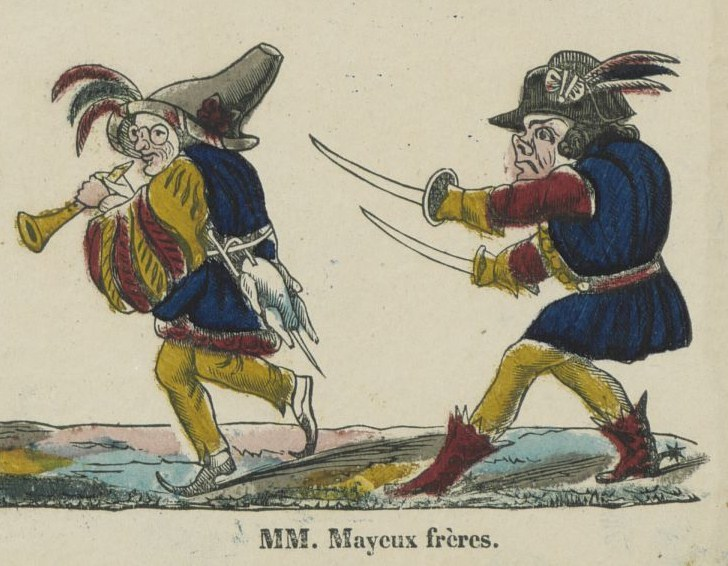
Détail d'une planche gravée de la fabrique Pellerin à Épinal figurant des personnages typiques du Carnaval de Paris en 1841.

Mayeux orthographié également Mahieux est un personnage comique imaginaire célèbre à Paris dans les années 1830.

## Histoire
Il aurait été inventé en 1831 par le caricaturiste Traviès, inspiré par un certain Léclaire. Il s'agit selon Chateaubriand d'un bossu qui incarne toute la vulgarité et la versatilité politique de la bourgeoisie de l'époque.
Charles Baudelaire parle ainsi de Mayeux :
Il ne  faut pas oublier que Traviès est le créateur de Mayeux, ce type excentrique et vrai qui a tant amusé Paris. Mayeux est à lui comme Robert Macaire est à Daumier, comme M. Prudhomme est à Monnier. — En ce temps déjà lointain, il y avait à Paris une  espèce de bouffon physionomane, nommé Léclaire, qui courait les  guinguettes, les caveaux et les petits théâtres. Il faisait des têtes  d’expression, et entre deux bougies il illuminait successivement sa  figure de toutes les passions. C’était le cahier des Caractères des  passions de M. Lebrun, peintre du roi. Cet homme, accident bouffon plus  commun qu’on ne le suppose dans les castes excentriques, était très  mélancolique et possédé de la rage de l’amitié. En dehors de ses études  et de ses représentations grotesques, il passait son temps à chercher un  ami, et, quand il avait bu, ses yeux pleuraient abondamment les larmes  de la solitude. Cet infortuné possédait une telle puissance objective et  une si grande aptitude à se grimer qu’il imitait à s’y méprendre la  bosse, le front plissé d’un bossu, ses grandes pattes simiesques et son  parler criard et baveux. Traviès le vit; on était encore en plein dans  la grande ardeur patriotique de juillet ; une idée lumineuse s’abattit  dans son cerveau; Mayeux fut créé, et pendant longtemps le turbulent Mayeux parla, cria, pérora, gesticula dans la mémoire du peuple  parisien. Depuis lors on a reconnu que Mayeux existait, et l’on a cru que Traviès l’avait connu et copié. Il en a été ainsi de plusieurs  autres créations populaires.
Après sa création, tous les grands caricaturistes parisiens de l'époque reprendront le personnage de Mayeux : Cham, Daumier, Delaporte, Grandville, Robillard…
Une caricature de Cham faisant allusion à Mayeux montre au zoo un enfant encorné comiquement par un immense bovidé à  bosse (sans doute un zébu). Sa mère s'étonne : « Pas  possible ! il faut que tu lui aies dit quelque chose ? »  et il répond : « Je l'ai appelé Mayeux ! ».
On retrouve vers 1830 « les deux Mayeux » parmi les personnages typiques du Carnaval de Paris.
Un article de la Gazette des  Tribunaux traitant d'une affaire judiciaire en 1833 fait aussi allusion à Mayeux : « Vive  la République ! Nom de D..., criait le 5 juin à 7 heures du soir, le sieur Tailleur dont la double gibosité offre le type le plus complet du véritable Mayeux ».
Balzac lui-même écrira pour La Caricature deux articles : « M. Mahieux en société » publié le 6 janvier 1831 sous le pseudonyme d'Eugène Moriseau et « M. Mahieux au bal de l'Opéra » publié le 3 février 1831 sous le pseudonyme d'Alfred Coudreaux.
En 1831 paraîtra anonymement à Paris une Histoire véritable, facétieuse, gaillarde, politique et complète de M. Mayeux ou Vie et aventures mémorables de ce célèbre et spirituel bossu...
Le capitaine Louvet goguettier membre de la célèbre goguette de la Lice chansonnière a composé une chanson intitulée « Le citoyen Mayeux en 1848 ». En 1848 fut composée une chanson intitulée « Pétition de Mayeux à la Société des Droits de l'Homme ».
Le journal hebdomadaire Du nouveau... Attention, nom de D... ! Mayeux, qu'il était censé rédiger, a paru du 2 juillet 1831 au 30 mai 1832.

## Travaux de Claude Duneton auXXesiècle
En 1984, Claude Duneton (1935-2012) écrit La Goguette et la gloire, autour du personnage du Bossu de Mayeux ; en 2015, Nicolas d'Estienne d'Orves dans le chapitre consacré à ce personnage, dans son Dictionnaire amoureux de Paris relate l'histoire de ce bossu, en s'appuyant et en citant l'ouvrage de Claude Duneton. À la suite de la création de ce personnage, en 1832 sont publiées de façon anonyme Douze aventures érotiques du bossu Mayeux, qui seront censurées. À la suite de ses propres travaux, Claude Duneton attribue l'ouvrage au poète et chansonnier Émile Debraux (1796-1831). Il préface une nouvelle édition de ces Douze aventures érotiques du bossu Mayeux, publiée en 1995 aux éditions Les mille et une nuits, ouvrage dont la paternité est donc attribuée au chansonnier.